# コロゴ
コロゴ(フランス語：Korhogo)は、コートジボワール北部のサヴァヌ地方中部のポロ州の州都。
2014年の人口は約28.6万人。
コートジボワール北部ではブアケに次ぐ規模を持つ中心都市である。
日本では綴りからコルホゴ、コルホーゴと記載される地図もあるが、現地ではコロゴと発音する。

## 住民
住人はセヌフォ人が主。

## 経済
綿、カポック、米、雑穀、落花生、山羊、羊等の集散地である。

## 歴史
2002年9月19日のコートジボワール内戦勃発の際、コロゴはブアケや他の北部と同様、ロベール・ゲイ率いるコートジボワール愛国運動に占拠された。
2003年、政府軍と反乱軍は停戦したが、コロゴでは反乱軍同士の争いが起きていた。
2004年6月、ギヨーム・ソロ軍と彼の暗殺を試みたイブラヒム軍の間で戦闘が発生し、22人が殺害された。
8月、国連は少なくとも99人が埋葬された集団墓地を発見した。
2011年11月29日、AP通信は「グバグボがコロゴで軟禁され、デン・ハーグの国際刑事裁判所への引き渡しを待っている」と報道した。

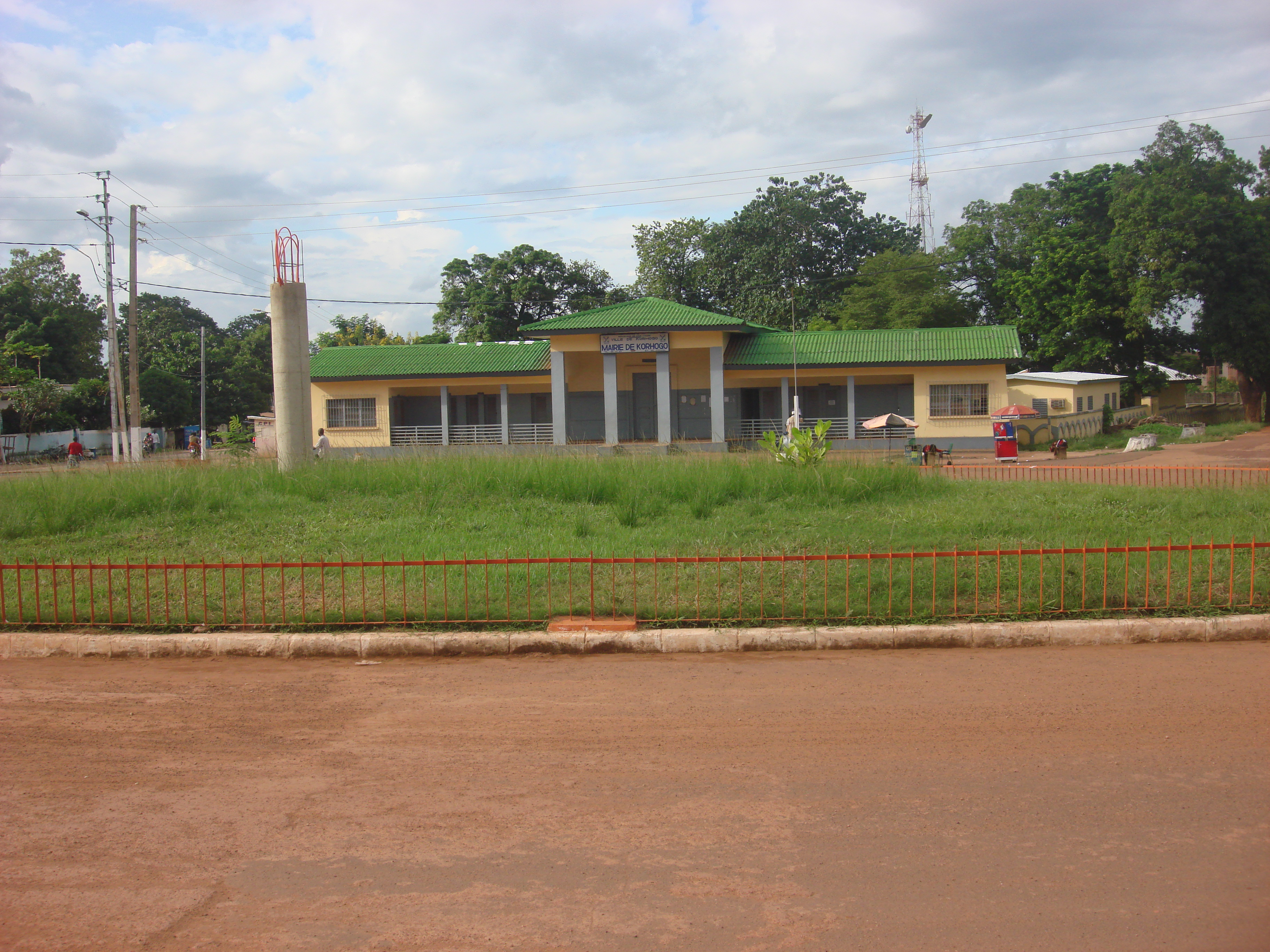
コロゴ市役所